# Kipnuk
Kipnuk (Qipneq en Yupik) est une census-designated place d'Alaska aux États-Unis dans la Région de recensement de Bethel dont la population était de 639 habitants en 2010.

## Situation - climat
Elle est située sur la rive ouest de la rivière Kugkaktlik dans le delta du Yukon-Kuskokwim, à 51 km de Chefornak, à 137 km à vol d'oiseau au sud-ouest de Bethel et à 6 km de la côte de la mer de Béring.
Les températures relevées vont de 17 °C à 6 °C en été et de −7 °C à −19 °C en hiver.

## Histoire - économie
Kipnuk est essentiellement peuplé de Yupiks installés là depuis plusieurs milliers d'années. Le village a été établi en 1922. Son nom signifie courbe à cause de la boucle faite à cet endroit par la rivière Kakaktlik.
Les activités des habitants sont essentiellement saisonnières ; ils pratiquent une économie de subsistance à base de chasse, de pêche et du commerce de la fourrure.

## Démographie
| 1940 | 1950 | 1960 | 1970 | 1980 | 1990 | 2000 | 2010 |
| ---- | ---- | ---- | ---- | ---- | ---- | ---- | ---- |
| 144  | 185  | 221  | 325  | 371  | 470  | 644  | 639  |

## Sources
- (en) CIS

- (en) Cet article est partiellement ou en totalité issu de l’article de Wikipédia en anglais intitulé « Kipnuk, Alaska » (voir la liste des auteurs).